# Transafrik International
Transafrik International est une compagnie aérienne cargo, basée en Angola, dont les bureaux se trouvent à Fujairah, aux Émirats arabes unis.

## Histoire
Transafrik est une compagnie aérienne créée en 1984. Transafrik International a été mise en place initialement pour soutenir le fonctionnement de Roan Selection Trust International - une société d'extraction de diamants. Le site d'extraction de diamants est situé près de la rivière Kwango, qui n'est accessible que par C-130 Hercules. Une courte piste d'atterrissage a été aménagée sur le site. 
Elle est dorénavant d'une compagnie aérienne de fret, immatriculée dans la République de Sao Tomé-et-Principe, qui travaille actuellement sur des contrats pour les Nations Unies et a déjà été sous contrat pour le Programme alimentaire mondial pendant la guerre civile en Angola pour délivrer l'aide humanitaire. En 2006, Transafrik International est approché par l'ONU, qui est son principal contractant en Afrique, pour réenregistrer la flotte dans un autre pays pour des raisons de sécurité aérienne. 

## Destinations

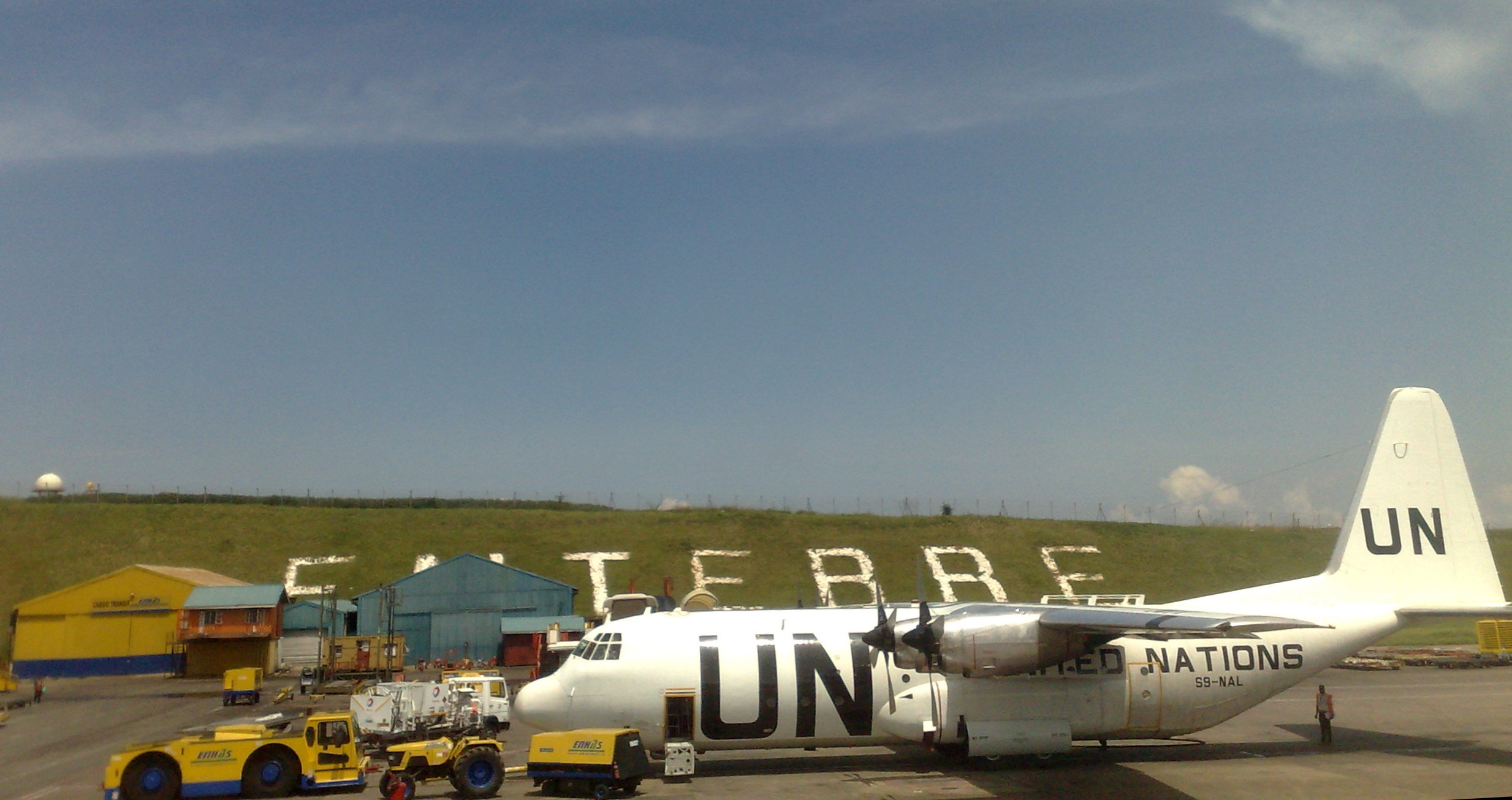
Lockheed L-100-20 Hercules aux couleurs de l'ONU à Entebbe, se préparant pour un autre vol vers l'est du Congo.

Transafrik exploite des vols de charters de fret en Afrique pour des clients tels que les Nations Unies et le Comité international de la Croix-Rouge ainsi que d'autres opérateurs de fret.

## Flotte

### Flotte actuelle
La flotte de Transafrik International comprend les appareils suivants en août 2017 :

## Accidents et incidents
Au moins 2 avions L-100 loués à l'ONU ont été abattus au-dessus du territoire contrôlé par l'UNITA à la fin des années 1990,.
Le 12 octobre 2010, le vol 662 de Transafrik International, opéré par un Lockheed L-100 Hercules immatriculé en Ouganda, s'est écrasé après avoir décollé de Kaboul, en Afghanistan. L'accident a tué les 8 membres d'équipage. 